# Schopsdorf
Schopsdorf – dzielnica miasta Genthin w środkowych Niemczech, w kraju związkowym Saksonia-Anhalt, w powiecie Jerichower Land. Zamieszkana jest przez 269 osób (31 grudnia 2010), powierzchnia jej wynosi 6,55 km².
Do 31 sierpnia 2010 miejscowość należała do wspólnoty administracyjnej Möckern-Loburg-Fläming, dzień później stała się dzielnicą miasta Möckern. Od 1 września 2011 do 30 czerwca 2012 Schopsdorf był gminą samodzielną (Einheitsgemeinde). 1 lipca 2012 zostało włączone do miasta Genthin i stało się jego dzielnicą.